# مرغ باران خوان فرناندز
مرغ باران خوان فرناندز (نام علمی: Pterodroma externa) نام یک گونه از سرده مرغ باران خرمگسی است.